# Zsédeny
Zsédeny es un pueblo ubicado en el distrito de Sárvár, en el condado de Vas, Hungría.

## Superficie
Posee una superficie de 6,430 kilómetros cuadrados.

## Demografía
Hasta 2019 la población era de 216 habitantes, con una densidad de población de 33,59 habitantes por kilómetro cuadrado.